# 上保科尼
上保科尼（匈牙利語：Felsőpakony）是匈牙利佩斯州所辖的一个村。总面积15.33平方公里，总人口3414，人口密度222.7人/平方公里（2011年1月1日）。